# Edward Thomas (poeta)
Philip Edward Thomas (Lambeth, 3 marzo 1878 – Arras, 9 aprile 1917) è stato un poeta e militare gallese.

## Biografia
Edward Thomas nacque a Lambeth, figlio del funzionario Philip Henry Thomas e Mary Elizabeth Townsend. Si formò alla Battersea Grammar School e alla St Paul's School di Londra, prima di studiare storia al Lincoln College di Oxford.
Dopo gli studi lavorò come critico letterario per una rivista e negli anni successivi pubblicò diversi saggi di critica letteraria, un romanzo (The Happy-Go-Lucky Morgans, 1913) e una raccolta di racconti per bambini (Four and Twenty Blackbirds, 1915).
Nel luglio 1915, dopo lo scoppio della prima guerra mondiale, si arruolò nell'esercito britannico nonostante la sua età e il suo stato civile gli avrebbero permesso di evitare da leva. Promosso caporale nel novembre del 1916, fu ucciso durante la battaglia di Arras il 9 aprile 1917. Le poesie che scrisse mentre si trovava al fronte furono pubblicate postume. Insieme agli altri "war poets" britannici, Thomas viene commemorato da una lapide nel poets' corner dell'Abbazia di Westminster.

### Vita privata
Edward Thomas sposò Helen Berenice Noble nel 1899, quando era ancora studente universitario, e la coppia ebbe tre figli: Merfyn, Bonwen e Myfanwy.

## Giudizi su Thomas
Il poeta laureato Andrew Motion ha scritto che Thomas occupa "un posto cruciale nello sviluppo della poesia del XX secolo", avendo introdotto una sensibilità moderna alla poesia edoardiana. Ebbe una grande influenza su importanti poeti del secolo, come W. H. Auden e Ted Hughes, che lo definì "il padre di tutti noi".

## Opere

### Poesia
- Six Poems, Pear Tree Press, 1916
- Poems, Holt, 1917
- Last Poems, Selwyn & Blount, 1918
- Collected Poems, Selwyn & Blount, 1920
- Two Poems, Ingpen & Grant, 1927
- Selected Poems of Edward Thomas. With an Introduction by Edward Garnett, Gregynog Press, 1927
- The Poems of Edward Thomas, ed. R. George Thomas, Oxford University Press, 1978.
- Edward Thomas: Selected Poems and Prose, ed. David Wright, Penguin Books, 1981.
- Edward Thomas: A Mirror of England, ed. Elaine Wilson, Paul & Co., 1985.
- Edward Thomas: Selected Poems, ed. Ian Hamilton, Bloomsbury, 1995.
- The Poems of Edward Thomas, ed. Peter Sacks, Handsel Books, 2003.
- The Annotated Collected Poems, ed. Edna Longley, Bloodaxe Books, 2008.

### Prosa
- The Happy-Go-Lucky Morgans, Duckworth, 1913.
- Four and Twenty Blackbirds, Duckworth, 1915